# Премия Сюгоро Ямамото
Премия Ямамото Сюгоро (яп. 山本周五郎賞) — литературная премия Японии, учреждённая в 1988 году в память о писателе Сюгоро Ямамото. Создана и спонсируется издательством Синтёся, которое опубликовало полное собрание сочинений Ямамото. Премия присуждается ежегодно новому художественному произведению, считающемуся образцом искусства повествования, жюри из пяти человек, состоящее из писателей. Победители получают 1 миллион йен.
В отличие от премии имени Юкио Мисимы, которая была учреждена в то же время и посвящена фантастике, премия Сюгоро Ямамото охватывает широкий спектр жанровой фантастики, включая историческую фантастику, мистику, фэнтези, эротику и многое другое. Произведения-кандидаты и победители обеих премий обычно объявляются ежегодно в мае и освещаются в национальных печатных СМИ.
Среди известных лауреатов — Банана Ёсимото, чей роман «Прощай, Цугуми» был позже опубликован на английском языке, писательница эротических и любовных романов Мисуми Кубо, автор криминальной фантастики и триллеров Канаэ Минато. Несколько лауреатов премии стали победителями Премии Наоки, в том числе Рику Онда, Миюки Миябэ и Каори Экуни.

## Лауреаты
Список лауреатов издательства Синтёся
- 1988: Таити Ямада
- 1989: Банана Ёсимото
- 1990: Дзё Сасаки
- 1991: Ицура Инами
- 1992: Ёити Фунадо
- 1993: Миюки Миябэ
- 1994: Тэрухико Кудзэ
- 1995: Хосэй Хахакиги
- 1996: Арата Тэндо
- 1997: Юити Синпо и Сэцуко Синода
- 1998: Ян Согиль
- 1999: Киёси Сигэмацу
- 2000: Симако Иваи
- 2001: Юдзабуро Отокава и Кахо Накаяма
- 2002: Сюити Ёсида и Каори Экуни
- 2003: Нацухико Кёгоку
- 2004: Тацуя Кумагаи
- 2005: Рёсукэ Кэкинэ и Хироси Огивара
- 2006: Харуаки Уцукибара
- 2007: Томихико Морими и Рику Онда
- 2008: Котаро Исака и Бин Конно
- 2009: Кадзуфуми Сираиси
- 2010: Сюнсукэ Митио и Токуро Нукуи
- 2011: Мисуми Кубо
- 2012: Маха Харада
- 2013: Фуюми Оно
- 2014: Хонобу Ёнэдзава
- 2015: Асако Юдзуки
- 2016: Канаэ Минато
- 2017: Такако Сато
- 2018: Сатоси Огава
- 2019: Касуми Асакура
- 2020: Кадзумаса Хаями
- 2021: Норикадзу Сато
- 2022: Котаро Сунахара
- 2023: Саяко Нагаи